# EbXML
Електронні ділові операції з використанням розширюваної мови розмітки, широко відомі як е-business в XML, або ebxml. Зазвичай це являє собою сімейство XML на основі стандартів спонсорованих OASIS і СЕФАКТ ООН, чиє завдання полягає, щоб забезпечити відкритий, заснований на XML-інфраструктурі протокол, що дає можливість використання електронного бізнесу — інформації в режимі сумісності, надійності, і послідовно по всім торговим партнерам.
За ebXML роботою випливає з попередньої роботи за ooEDI (об'єктно-орієнтоване EDI), UML / UMM, XML розмітки технологій та Х12 EDI «Бачення Майбутнього», робота спонсорована ANSI Х12 EDI.
Злиття цих компонентів починалося в оригінальній роботі ebxml і теоретична дискусія триває і до сьогодні. Інші роботи відносяться, такі як, Управління об'єктами групової роботи і OASIS BCM (Бізнес-Орієнтованої Методології) по стандарту (2006).

## Концептуальний огляд архітектури ebXML
У той час як стандарти ebXML, прийняті в ISO і OASIS прагнуть надати офіційну підтримку XML-підтримуючих механізмів, які можуть бути реалізовані безпосередньо, з архітектури ebXML з концепцтами та методологією, які можуть бути широко застосовані, щоб дозволити практикам більш ефективну реалізацію рішень для електронного бізнесу.
Конкретний примірник Технічної Специфікації Ключових Компонентів (ТСКК) робота, яка триває в рамках СЕФАКТ ООН, у той час як його «двоюрідний брат» — УБЛ — Універсальний ділова Мова — Специфікація використовується в OASIS, яка реалізує певні XML-транзакції із застосуванням принципів ССТГ в типовому ланцюжку операцій, таких як рахунки-фактури, замовлення на закупівлю і так далі.

## Історія
ebXML був запущений в 1999 році як спільна ініціатива між центром Організації Об'єднаних Націй по спрощенню процедур торгівлі та електронних ділових операцій (СЕФАКТ ООН) та організації з розвитку стандартів структурованої інформації (OASIS). Спільний Координаційний комітет, що складається з представників від кожної з двох організацій довели чимало зусиль. Щоквартальні засідання робочої групи проводились в період з листопада 1999 по травень 2001 року. На заключному пленарному засіданні було підписано Меморандум про взаєморозуміння щодо двох організацій, розподіл відповідальності за різні технічні характеристики, та постійний контроль з боку спільного Координаційного комітету.
Початковий проект передбачав п'ять шарів Специфікація даних, включаючи XML-стандартів:
- Бізнес-процесів,
- Протоколи про співпрацю,
- Основні компоненти даних
- Обмін повідомленнями
- Реєстри і сховищ

Всі роботи були виконані на основі нормативного документа, вимогам і специфікації технічної архітектури ebXML.
Після завершення 6 специфікації обома організаціями, 5 частин роботи були представлені в ISO TC 154 для затвердження. У Міжнародній організації по стандартизації (ISO) затверджені наступні п'ять ebXML в специфікації як стандарт ISO 15000, під загальною назвою, Електронний бізнес розширюваної мови розмітки (xbXML):
- ІСО 15000-1: ebXML Угода про спільний партнерський профіль (ebCPP)
- ІСО 15000-2: Специфікація служби обміну повідомленнями по ebXML
- ІСО 15000-3: Інформаційна модель реєстру ebXML (ebRIM)
- ІСО 15000-4: Специфікація послуг реєстру ebXML (ebRS)
- Стандарт ISO 15000-5: ebXML Основні компоненти Специфікації (CCS)[1]

## Специфікація Служб Обміну Повідомленнями
Специфікація Повідомлень (ebMS) описує нейтральний механізм обробки повідомлень, який повинен здійснювати роботу в цілях обміну бізнес-документами. ebMS3.0-Поточна версія специфікації.
ebMS3.0 побудований як розширення на верхній частині мила з вкладеннями специфікації. Наступна інформація, як правило, міститься в ebMS повідомленнях:
- Унікальний ідентифікатор повідомлення
- Для кого це повідомлення
- Хто відправив повідомлення
- Ідентифікатор розмови для зв'язування повідомлень
- Цифровий підпису на основі специфікації XML-підписів
- Вказівка щодо ігнорування повторних повідомлень